# Monthly Sunday Gene-X
Monthly Sunday Gene-X (яп. 月刊サンデーGENE-X) часто скорочується до Sunday GX (яп. サンデーGX) — японський манґа-журнал. Належить видавництву «Shogakukan».
Як багато інших манґа-журналів, це «журнал-антологія», де кожен випуск містить нові розділи з декількох різних манґа-серій. Серіали також друкуються у формі книг як «Sunday GX Comics».

## Щомісячний журнал
Перший випуск журналу Monthly Sunday GENE-X вийшов 19 липня 2000 року і нові випуски виходять 19 числа кожного місяця — не обов'язково щонеділі (англ. Sunday). У заголовку використовується слово «Sunday» швидше як назва торгової марки або жанру, що об'єднує його з братськими Weekly Shonen Sunday та Weekly Young Sunday
Вперше журнал друкувався в неділю два місяці поспіль у 2006 році. Це тому, що 2006 — невисокісний рік, що починається в неділю, наступний такий же буде 2017. У такі роки 19 число випадає на неділю тричі: 19 лютого, 19 березня та 19 листопада.
Журнал не обмежується тільки японськими творами; корейські комікси, «Blade of the Phantom Mask», також виходили в журналі в перекладі і перевернутій формі. Якщо паралельно манзі виходить відповідний аніме-серіал або фільм, редактори прагнуть підкреслювати це.

## Книги коміксів «Sunday GX»
Shogakukan також публікує серії манґи, що раніше виходили в журналі Sunday GX, як танкобони, під маркою «Sunday GX Comics» («GENEX Comics»).

## Деякі манґа-серіали
- Black Lagoon[4]
- Blade of the Phantom Mask
- Destruction Princess
- Girls Saurus DX
- Kobato.
- Mel Kano
- Neko no Ou
- Poor Sisters' Story
- RahXephon
- Rec
- Rubbers Seven
- Trafficker